# Chaenusa pallidinervis
Chaenusa pallidinervis är en stekelart som först beskrevs av Juan Brèthes 1913.  Chaenusa pallidinervis ingår i släktet Chaenusa och familjen bracksteklar. Inga underarter finns listade i Catalogue of Life.